# 新歌舞伎座 (大阪)
新歌舞伎座（しんかぶきざ）は、大阪府大阪市天王寺区上本町6丁目の上本町YUFURAにある劇場。2010年（平成22年）9月に開場した。
本項では大阪市南区（現：中央区の南側）難波に1958年（昭和33年）10月開場、2009年（平成21年）6月閉館した（初代）新歌舞伎座についても記述する。
なお1929年（昭和4年）9月から1933年（昭和8年）12月まで東京に存在した新歌舞伎座は別劇場。東京の新歌舞伎座は1934年（昭和9年）1月1日より新宿第一劇場に改称した。

## 歴史・概要

### 上方歌舞伎の崩壊から（初代）新歌舞伎座の誕生へ
上方歌舞伎は、初代中村鴈治郎の独裁体制と呼ばれるような状況が長く続いたことで、他のスターが育たず、企画力も低下することに繋がり、初代鴈治郎の没後は不振が慢性化し、松竹の白井松次郎の死で一段と悪化するに至った。
そして、内紛から1954年（昭和29年）9月に三代目坂東鶴之助が松竹脱退を表明し、若手有望株も将来性を悲観して映画に軸足を移し、同月24日に三代目阪東壽三郞が没するなど、上方歌舞伎界の崩壊が進むことになった。
さらに、ストライキの影響で1955年（昭和30年）は当劇場での上方歌舞伎の正月興行が出来なくなり、同年5月には二代目中村鴈治郎が歌舞伎の無期休演を発表し、6月には四代目中村富十郎が不満を表明して「矢車座」を結成して自主公演を行うなど内紛が一層深刻化し、上方歌舞伎界は崩壊するに至った。
1954年（昭和29年）に松竹社長の大谷竹次郎から「千土地興行」の経営再建を委ねられた松尾国三がわずか2年で負債を一掃し、1956年（昭和31年）9月に「千土地興行」の社長に就任した。
そして、更なる業績改善のため、稼働率の向上と設備の老朽化への対応として縮小移転することになり、1957年（昭和32年）11月12日に「なんば大映」と大映関西支社跡地で893人（約34.4％）少ない1,703人収容の（初代）新歌舞伎座の建設に着手すると共に、同年11月28日に増資を行ってその建設資金を調達したのが始まりである。
また、極度の不振に陥っていた劇場経営の再建策として従来の松竹によるひも付きから独自の採算重視の興行への切り替えを行った。
（2代目）大阪歌舞伎座は1958年（昭和33年）4月に新国劇によるサヨナラ公演を最後に閉場した、新たなテナントからの賃借保証金を活用して同年5月1日から商業施設への改修工事が開始され、同年12月1日に千日デパートが開業。
（初代）新歌舞伎座は、同年10月30日に開場式を行って翌日31日からこけら落とし公演を行った。
だが、そのこけら落とし公演も弱体化した上方歌舞伎のみでは成り立たないとして、尾上菊五郎劇団に三代目市川壽海・七代目嵐吉三郎のみが出演する形となった。
なお、このこけら落とし公演の初日に『天地開闢』で舞台装置が倒れ、2日目には市川海老蔵が出演をキャンセルして帰京しようとして1つ目の演目の『天地開闢』が休演となるなど波乱の幕開けとなった。
この（初代）新歌舞伎座は、敷地面積2,273.7m2に建設された鉄骨鉄筋コンクリート造・銅板葺・地下2階・地上5階建てで、1階がホワイエ・食堂・バー・茶室、2階から4階が劇場部分で、5階の事務所フロアには開業時には「千土地興行」の本社事務所が入居し、地下1階は食堂・売店で、地下2階に機械室などを配置していた。
「観光劇場」として桃山造りの外装や桃山風の極彩色の障壁画の飾られた内装となっていたが。
なお、歌舞伎向けの劇場ながら回り舞台は設置されず、移動舞台方式が採用されていた。
また、敷舞台は、開業当初は舞台端近くの床面奈落を切って落とし込む方式が採用されていたが、舞台奥に立て掛けて収納する従来の劇場で採用されている方式に変更された。
また、従来の歌舞伎用劇場と異なり、客席での飲食も禁止とされた。
1966年（昭和41年）6月1日に「株式会社新歌舞伎座」を設立し、「株式会社日本ドリーム観光」から子会社として分離独立した。

### 歌舞伎を上演しない新歌舞伎座
（初代）新歌舞伎座は初期からタレント芝居などの団体客などを対象とした面白く楽しい娯楽演劇の劇場として公演した。
その為、観光劇場という方針によって伝統的な歌舞伎の衰退を恐れた演劇愛好者らの支援もあり、中村鴈治郎や片岡仁左衛門らが「上方歌舞伎を護る七人の会」を結成し、同年8月28日から30日まで大阪毎日ホールで第1回公演を開催する動きも見られた。
三波春夫は1958年（昭和33年）5月に「大阪劇場」で初のワンマンショーを行っており、その際にテイチクから芝居の要素を取り入れる様に言われて寸劇を取り入れていた。
翌年1959年（昭和34年）の新譜「大利根無情」を出し、その関係で同年のワンマンショーでは、殺陣師の指導を受けて本格的に芝居を行った。同年8月に行われた大阪劇場でのショーを見た松尾國三を当劇場本社に訪ねた際にテイチク榊原宣伝部長が三波春夫による日本的ミュージカルとしての芝居公演の提案を行って松尾が承諾し、1960年（昭和35年）3月1日から三波春夫によるワンマンショー「桃中軒雲右衛門とその妻」と「歌う月形半平太」を上演し、同月28日の千秋楽には満員と盛況のうちに終了した。
このワンマンショーは、3年目には第3部に「ヒットパレード」としてヒット曲を歌う歌謡ショーを行うようになり、1976年（昭和51年）3月まで17年連続で三波春夫公演が行われ。
また、1963年（昭和38年）6月の新派公演の出演料を巡るいさかいに加えて、毎年12月に新歌舞伎座での新派公演があるにもかかわらず、同年12月に水谷八重子が日生劇場への出演を決めたことに伴って同年下期の新派公演が中止となり、以後、新派は新歌舞伎座での公演から排除されることになった。
そして、同年12月に東宝と提携し、松本幸四郎率いる「東宝劇団」が新歌舞伎座で公演を開始した。
1976年（昭和51年）の例で言えば、歌舞伎は5月のみで、歌手のショーが半分を占める様になっていた。
1977年（昭和52年）5月の吉例第九回大阪顔見世大歌舞伎を行ったが、1978年（昭和53年）5月の顔見世は行われず、吉例大阪顔見世大歌舞伎の歴史に終止符を打った。
その為、中村勘三郎の娘婿の沢村藤十郎と大阪民労協が中心となって「関西で歌舞伎を育てる会」が発足して、その第1回として1979年（昭和54年）5月に大阪朝日座で中村勘三郎一門を中心とした歌舞伎興行を開催している。
なお、その後も当劇場はテレビ・映画スターや歌手による公演を主体とする劇場として運営され、歌舞伎は年に1・2回ほどの公演のみに留まることになった。
1995年（平成7年）8月1日から同月6日には「95東映スーパーヒーロー大集合」が上演された。
2005年（平成17年）12月27日に「株式会社新歌舞伎座」はダイエーから株式会社リサ・パートナーズのSPCである有限会社新宿オーフォーに譲渡され、同社の傘下に入ることになった。

## 2代目
建設から約50年が経過し、老朽化が進んだことから、2007年（平成19年）4月に、従来地の難波から大阪上本町駅南側の、近鉄劇場跡地（劇場は2004年に閉鎖済）の地上13階建ての再開発ビルに、新歌舞伎座を移転させることになった。
近鉄は、2010年（平成22年）1月15日に上本町の再開発ビルの名称を「上本町YUFURA（ユフラ）」に正式決定したと発表し、同年8月26日に新劇場と共に上本町YUFURAがグランドオープンした。YUFURAはB1F - 5Fの商業施設、6Fの新劇場、7F - 13Fのオフィスで構成されている。YUFURAという名前は、大阪市内在住の女性のアイデアより、「ゆらりふらり」と気軽に立ち寄れる場所をイメージして名づけられた。また、新劇場の定紋は、先代と同じ鳳凰2羽が向き合うデザインとなっている。
2010年（平成22年）9月、上本町YUFURAの現劇場が開場した。間口約28.1メートル、奥行約22.4メートルの横長で奥行きの浅い、3層構造の客席である。席数は1,453席（公式ホームページ）。柿葺落公演は二十一世紀歌舞伎組による『太閤三番叟』『義経千本桜 吉野山』。GACKTによる『眠狂四郎無頼控』など。

## 初代

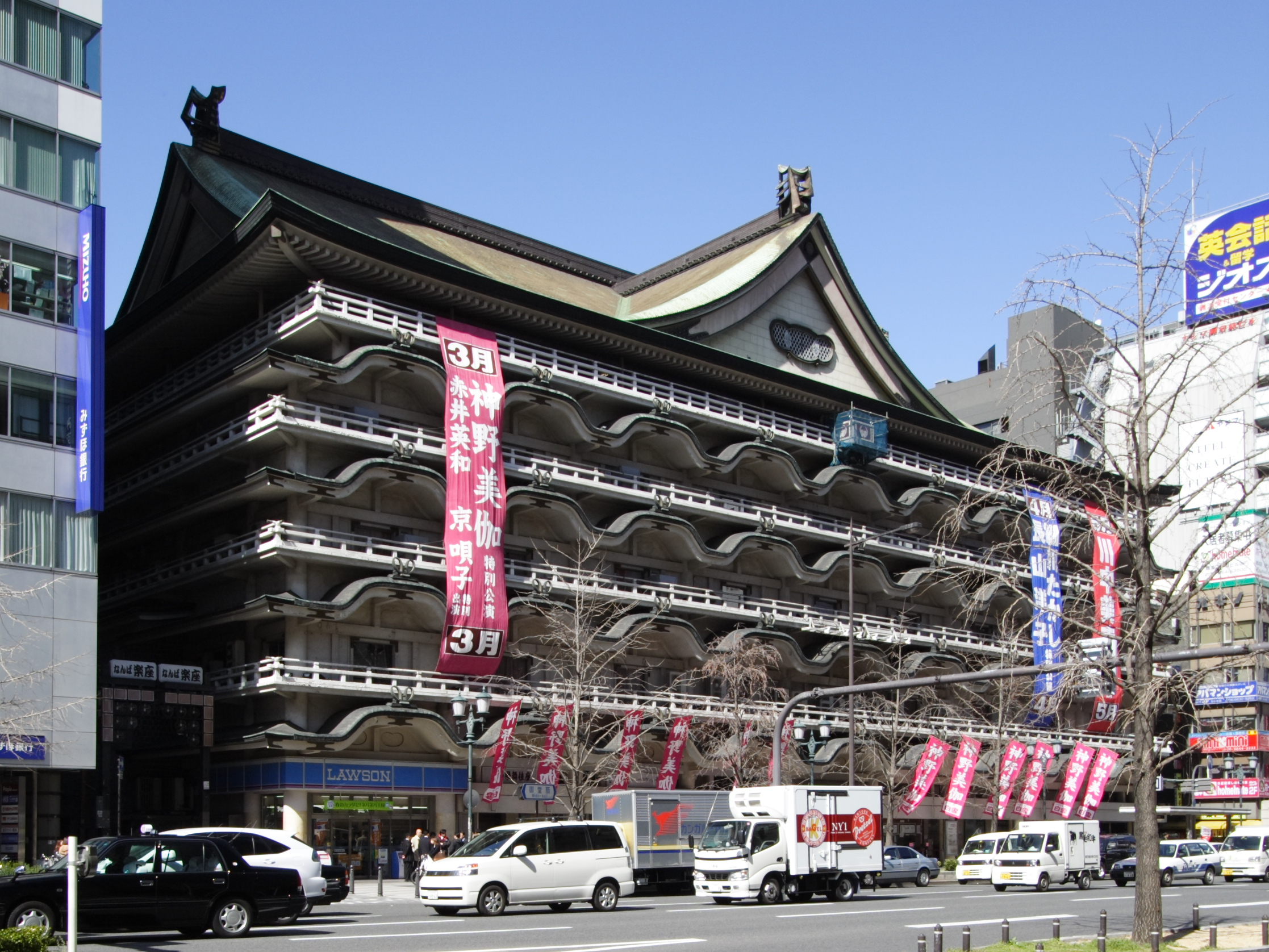
初代新歌舞伎座（2007年3月）

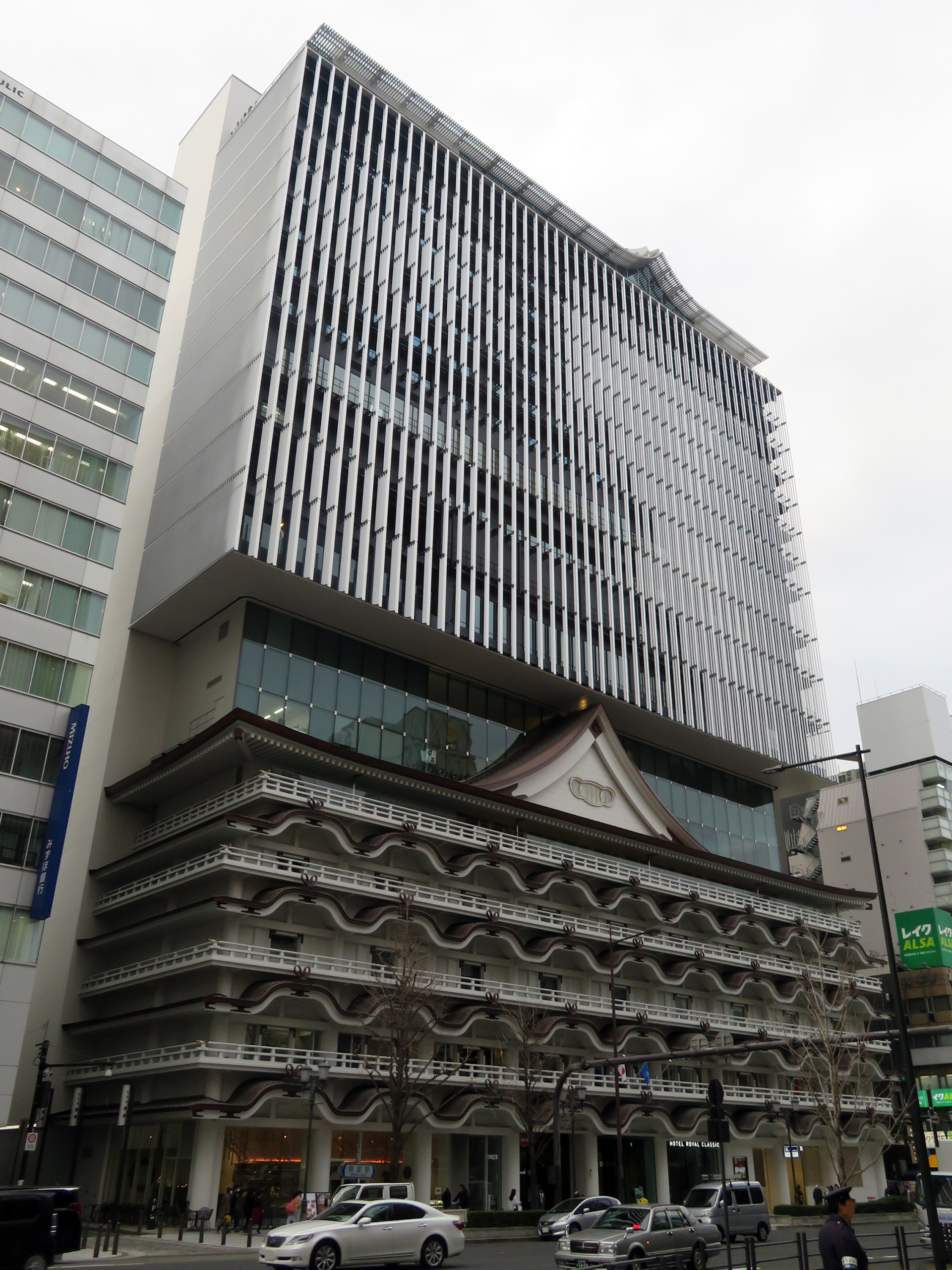
ホテルロイヤルクラシック大阪

### 構造
客席は三層、収容人員は1638名。
「観光劇場」と銘を打ち、唐破風の人目を引くデザインは村野・森建築事務所（村野藤吾）の手によるもので、桃山風の極彩色の障壁画の飾られた内装となっていた。ただし、歌舞伎興行に不可欠の廻り舞台は敷地の関係から設置を断念したため、スライディングステージで代用していた。

### 跡地
跡地は2012年3月に冠婚葬祭大手のベルコが買収し、建物は工事用のフェンスに覆われた状態でしばらく残されていたが2015年に解体された。2019年（令和元年）12月1日に本建物の意匠を継承させ建て替わった結婚式場とホテルなどの複合施設「ホテルロイヤルクラシック大阪」がオープンした。建築設計は隈研吾。

### 注
1. ↑  六代目尾上菊五郎が団長を務めた[11]「（初代）尾上菊五郞劇団」は1946年（昭和21年）11月10日に解散して「尾上菊五郎一座」となっており[12]、六代目菊五郎の死後の1949年（昭和24年）7月に結成された「（2代目）尾上菊五郞劇団」は世話物を得意としていた[13]。
2. ↑  1977年（昭和52年）4月の三波春夫公演は梅田コマ劇場で行われた[32]、翌年1978年（昭和53年）は新歌舞伎座と同じ3月に梅田コマ劇場で三波春夫公演が行われた[33]。

#### 広報資料・プレスリリースなど一次資料
1. ↑  上本町ターミナル（近鉄劇場跡地）整備の全体計画について